# Sportverein Waldhof Mannheim 07 1989-1990
Questa voce raccoglie le informazioni riguardanti lo Sportverein Waldhof Mannheim 07 nelle competizioni ufficiali della stagione 1989-1990.

## Stagione
Nella stagione 1989-1990 il Mannheim, allenato da Günter Sebert, concluse il campionato di Bundesliga al 17º posto. In Coppa di Germania il Mannheim fu eliminato al secondo turno dal Bayern Monaco.

## Rosa
| N. |                     | Ruolo | Calciatore          |
| -- | ------------------- | ----- | ------------------- |
|    | Germania (bandiera) | P     | Andreas Clauß       |
|    | Germania (bandiera) | P     | Uwe Zimmermann      |
|    | Croazia (bandiera)  | D     | Damir Burić         |
|    | Croazia (bandiera)  | D     | Zvezdan Cvetković   |
|    | Germania (bandiera) | D     | Klaus Dalmus        |
|    | Germania (bandiera) | D     | Roland Dickgießer   |
|    | Germania (bandiera) | D     | Andreas Fellhauer   |
|    | Germania (bandiera) | D     | Bernd Schindler     |
|    | Grecia (bandiera)   | D     | Dīmītrios Tsionanīs |
|    | Germania (bandiera) | D     | Christian Wörns     |
|    | Germania (bandiera) | D     | Thomas Zechel       |
|    | Germania (bandiera) | C     | Thomas Franck       |
|    | Germania (bandiera) | C     | Thomas Gronbach     |

| N. |                     | Ruolo | Calciatore        |
| -- | ------------------- | ----- | ----------------- |
|    | Germania (bandiera) | C     | Günter Güttler    |
|    | Germania (bandiera) | C     | Frank Haun        |
|    | Germania (bandiera) | C     | Andreas Lässig    |
|    | Germania (bandiera) | C     | Peter Lux         |
|    | Germania (bandiera) | C     | Jochen Müller     |
|    | Germania (bandiera) | C     | Lutz Siebrecht    |
|    | Germania (bandiera) | C     | Markus Wörner     |
|    | Germania (bandiera) | A     | Karl-Heinz Bührer |
|    | Germania (bandiera) | A     | Gerd Dais         |
|    | Germania (bandiera) | A     | Uwe Freiler       |
|    | Germania (bandiera) | A     | Uwe Meyer         |
|    | Germania (bandiera) | A     | Volker Rudel      |
|    | Polonia (bandiera)  | A     | Cezary Tobollik   |

## Organigramma societario
Area tecnica
- Allenatore: Günter Sebert
- Allenatore in seconda: Valentin Herr
- Preparatore dei portieri:
- Preparatori atletici:

## Calciomercato

### Sessione estiva
| Acquisti | Acquisti        | Acquisti          | Acquisti |
| R.       | Nome            | da                | Modalità |
| -------- | --------------- | ----------------- | -------- |
| C        | Thomas Gronbach | Edenkoben         |          |
| C        | Frank Haun      | Magonza           |          |
| A        | Volker Rudel    | 1. FC Pforzheim   |          |
| D        | Bernd Schindler | Kickers Stoccarda |          |
| A        | Cezary Tobollik | Lens              |          |
| D        | Thomas Zechel   | Hannover 96       |          |

| Cessioni | Cessioni           | Cessioni     | Cessioni |
| R.       | Nome               | a            | Modalità |
| -------- | ------------------ | ------------ | -------- |
| D        | Manfred Bockenfeld | Werder Brema |          |
| D        | Dieter Finke       | Homburg      |          |
| D        | Ulf Quaisser       | Edenkoben    |          |

### Sessione invernale
| Acquisti | Acquisti | Acquisti | Acquisti |
| R.       | Nome     | da       | Modalità |
| -------- | -------- | -------- | -------- |

| Cessioni | Cessioni     | Cessioni | Cessioni |
| R.       | Nome         | a        | Modalità |
| -------- | ------------ | -------- | -------- |
| C        | Martin Trieb | Friburgo |          |

## Risultati

### Bundesliga

#### Girone di andata
| Arbitro: | Kriegelstein |

|                                     |           |             |
| Andersen 2’ Hobday 59’ Eckstein 70’ | Marcatori | 45’ Freiler |

| Arbitro: | Dellwing |

|                                      |           |                          |
| Dais 5’ (rig.) Rudel 38’ Freiler 65’ | Marcatori | 8’ (rig.) Kohn 90’ Kempe |

| Arbitro: | Amerell |

|           |           |  |
| Kastl 50’ | Marcatori |  |

| Arbitro: | Theobald |

|          |           |               |
| Dais 55’ | Marcatori | 86’ Stickroth |

| Arbitro: | Harder |

|                    |           |                                 |
| Kuntz 30’ Foda 85’ | Marcatori | 19’ Müller 32’ Dais 39’ Freiler |

| Arbitro: | Pauly |

|             |           |  |
| Güttler 68’ | Marcatori |  |

| Arbitro: | Merk |

|                            |           |  |
| Buncol 2’, 67’ Demandt 75’ | Marcatori |  |

| Arbitro: | Kentsch |

|  |           |            |
|  | Marcatori | 75’ Ottens |

| Arbitro: | Löwer |

|  |           |             |
|  | Marcatori | 61’ Freiler |

| Arbitro: | Scheuerer |

|                      |           |                |
| Dais 44’ Freiler 49’ | Marcatori | 77’ Rummenigge |

| Arbitro: | Broska |

|                        |           |  |
| Metschies 6’ Drews 58’ | Marcatori |  |

| Arbitro: | Osmers |

|                                                   |           |                                |
| Freiler 25’ Dais 34’ (rig.) Güttler 57’ Meyer 73’ | Marcatori | 49’ Effenberg 89’ (rig.) Bruns |

| Arbitro: | Pauly |

|                       |           |             |
| Dittmer 17’ Finke 67’ | Marcatori | 36’ Freiler |

| Arbitro: | Weber |

|  |           |             |
|  | Marcatori | 60’ Hermann |

| Arbitro: | Harder |

|                           |           |                                |
| Schindler 20’ Freiler 57’ | Marcatori | 14’ Häßler 30’ Sturm 32’ Giske |

| Düsseldorf 3 novembre 1989, ore 19:30 CET 16ª giornata | Fortuna Düsseldorf | 0 – 0 referto | Waldhof Mannheim | Rheinstadion (17 500 spett.)\| Arbitro: \| Berg \| |
| Arbitro:                                               | Berg               |               |                  |                                                    |

| Arbitro: | Krug |

|                                                             |           |              |
| Dais 15’ (rig.) Ballwanz 56’ (aut.) Meyer 68’ Schindler 82’ | Marcatori | 78’ Ballwanz |

#### Girone di ritorno
| Arbitro: | Assenmacher |

|             |           |              |
| Freiler 54’ | Marcatori | 15’ Turowski |

| Arbitro: | Heitmann |

|                          |           |  |
| Kohn 33’ (rig.) Nehl 76’ | Marcatori |  |

| Arbitro: | Werner |

|                    |           |           |
| Dais 10’ Meyer 83’ | Marcatori | 1’ Walter |

| Arbitro: | Barnick |

|  |           |                    |
|  | Marcatori | 19’ Burić 90’ Dais |

| Arbitro: | Strigel |

|                                        |           |  |
| Freiler 16’ Franck 21’, 33’ Müller 30’ | Marcatori |  |

| Arbitro: | Osmers |

|                           |           |  |
| Augenthaler 6’ Strunz 37’ | Marcatori |  |

| Arbitro: | Steinborn |

|                |           |             |
| Dickgießer 16’ | Marcatori | 36’ Leśniak |

| Arbitro: | Richmann |

|                 |           |             |
| Zander 71’, 75’ | Marcatori | 59’ Güttler |

| Mannheim 24 marzo 1990, ore 15:30 CET 26ª giornata | Waldhof Mannheim | 0 – 0 referto | Werder Brema | Stadion am Alsenweg (11 000 spett.)\| Arbitro: \| Broska \| |
| Arbitro:                                           | Broska           |               |              |                                                             |

| Arbitro: | Galler |

|                            |           |  |
| Rummenigge 22’ Wegmann 89’ | Marcatori |  |

| Arbitro: | Theobald |

|           |           |          |
| Rudel 67’ | Marcatori | 40’ Sané |

| Arbitro: | Werner |

|                           |           |  |
| Hochstätter 5’ Criens 89’ | Marcatori |  |

| Arbitro: | Pauly |

|                   |           |                           |
| Bührer 65’ (rig.) | Marcatori | 19’ Westerbeek 87’ Maciel |

| Arbitro: | Assenmacher |

|                                   |           |  |
| Schütterle 24’ Carl 41’, 51’, 69’ | Marcatori |  |

| Arbitro: | Kriegelstein |

|                                                       |           |  |
| Götz 4’, 52’, 65’, 72’ Sturm 8’ Littbarski 63’ (rig.) | Marcatori |  |

| Arbitro: | Dellwing |

|  |           |           |
|  | Marcatori | 84’ Klotz |

| Arbitro: | Dardenne |

|            |           |  |
| Furtok 88’ | Marcatori |  |

### Coppa di Germania
| Arbitro: | Dardenne |

|  |           |          |
|  | Marcatori | 38’ Dais |

| Arbitro: | Werner |

|               |           |  |
| Kögl 28’, 80’ | Marcatori |  |

## Statistiche

### Statistiche di squadra
| Competizione      | Punti | In casa | In casa | In casa | In casa | In casa | In casa | In trasferta | In trasferta | In trasferta | In trasferta | In trasferta | In trasferta | Totale | Totale | Totale | Totale | Totale | Totale | DR  |
| Competizione      | Punti | G       | V       | N       | P       | Gf      | Gs      | G            | V            | N            | P            | Gf           | Gs           | G      | V      | N      | P      | Gf     | Gs     | DR  |
| ----------------- | ----- | ------- | ------- | ------- | ------- | ------- | ------- | ------------ | ------------ | ------------ | ------------ | ------------ | ------------ | ------ | ------ | ------ | ------ | ------ | ------ | --- |
| Bundesliga        | 26    | 17      | 7       | 5       | 5       | 27      | 19      | 17           | 3            | 1            | 13           | 9            | 34           | 34     | 10     | 6      | 18     | 36     | 53     | -17 |
| Coppa di Germania | -     | 0       | 0       | 0       | 0       | 0       | 0       | 2            | 1            | 0            | 1            | 1            | 2            | 2      | 1      | 0      | 1      | 1      | 2      | -1  |
| Totale            | 26    | 17      | 7       | 5       | 5       | 27      | 19      | 19           | 4            | 1            | 14           | 10           | 36           | 36     | 11     | 6      | 19     | 37     | 55     | -18 |

### Andamento in campionato
| Giornata  | 1  | 2  | 3  | 4  | 5  | 6 | 7  | 8  | 9  | 10 | 11 | 12 | 13 | 14 | 15 | 16 | 17 | 18 | 19 | 20 | 21 | 22 | 23 | 24 | 25 | 26 | 27 | 28 | 29 | 30 | 31 | 32 | 33 | 34 |
| --------- | -- | -- | -- | -- | -- | - | -- | -- | -- | -- | -- | -- | -- | -- | -- | -- | -- | -- | -- | -- | -- | -- | -- | -- | -- | -- | -- | -- | -- | -- | -- | -- | -- | -- |
| Luogo     | T  | C  | T  | C  | T  | C | T  | C  | T  | C  | T  | C  | T  | C  | C  | T  | C  | C  | T  | C  | T  | C  | T  | C  | T  | C  | T  | C  | T  | C  | T  | T  | C  | T  |
| Risultato | P  | V  | P  | N  | V  | V | P  | P  | V  | V  | P  | V  | P  | P  | P  | N  | V  | N  | P  | V  | V  | V  | P  | N  | P  | N  | P  | N  | P  | P  | P  | P  | P  | P  |
| Posizione | 16 | 12 | 14 | 13 | 11 | 6 | 10 | 13 | 10 | 8  | 9  | 8  | 9  | 10 | 10 | 11 | 9  | 9  | 10 | 10 | 8  | 7  | 8  | 7  | 9  | 9  | 10 | 10 | 10 | 13 | 15 | 17 | 17 | 17 |

Legenda:

Luogo: C = Casa; T = Trasferta. Risultato: V = Vittoria; N = Pareggio; P = Sconfitta.

### Statistiche dei giocatori
| Giocatore     | Bundesliga | Bundesliga | Bundesliga  | Bundesliga | Coppa di Germania | Coppa di Germania | Coppa di Germania | Coppa di Germania | Totale   | Totale | Totale      | Totale     |
| Giocatore     | Presenze   | Reti       | Ammonizioni | Espulsioni | Presenze          | Reti              | Ammonizioni       | Espulsioni        | Presenze | Reti   | Ammonizioni | Espulsioni |
| ------------- | ---------- | ---------- | ----------- | ---------- | ----------------- | ----------------- | ----------------- | ----------------- | -------- | ------ | ----------- | ---------- |
| D. Burić      | 24         | 1          | 2           | 0          | 1                 | 0                 | 0                 | 0                 | 25       | 1      | 2           | 0          |
| K. Bührer     | 22         | 1          | 1           | 0          | 1                 | 0                 | 0                 | 0                 | 23       | 1      | 1           | 0          |
| A. Clauß      | 7          | 0          | 0           | 0          | 0                 | 0                 | 0                 | 0                 | 7        | 0      | 0           | 0          |
| Z. Cvetković  | 16         | 0          | 3           | 0          | 1                 | 0                 | 0                 | 0                 | 17       | 0      | 3           | 0          |
| G. Dais       | 22         | 8          | 3           | 0          | 2                 | 1                 | 1                 | 0                 | 24       | 9      | 4           | 0          |
| K. Dalmus     | 1          | 0          | 0           | 0          | 0                 | 0                 | 0                 | 0                 | 1        | 0      | 0           | 0          |
| R. Dickgießer | 27         | 1          | 5           | 1          | 1                 | 0                 | 0                 | 0                 | 28       | 1      | 5           | 1          |
| A. Fellhauer  | 2          | 0          | 0           | 0          | 0                 | 0                 | 0                 | 0                 | 2        | 0      | 0           | 0          |
| T. Franck     | 18         | 2          | 8           | 0          | 0                 | 0                 | 0                 | 0                 | 18       | 2      | 8           | 0          |
| U. Freiler    | 30         | 10         | 2           | 0          | 2                 | 0                 | 0                 | 0                 | 32       | 10     | 2           | 0          |
| T. Gronbach   | 2          | 0          | 0           | 0          | 0                 | 0                 | 0                 | 0                 | 2        | 0      | 0           | 0          |
| G. Güttler    | 32         | 3          | 2           | 0          | 2                 | 0                 | 2                 | 0                 | 34       | 3      | 4           | 0          |
| F. Haun       | 12         | 0          | 1           | 1          | 1                 | 0                 | 0                 | 0                 | 13       | 0      | 1           | 1          |
| P. Lux        | 23         | 0          | 3           | 0          | 1                 | 0                 | 0                 | 0                 | 24       | 0      | 3           | 0          |
| A. Lässig     | 1          | 0          | 0           | 0          | 0                 | 0                 | 0                 | 0                 | 1        | 0      | 0           | 0          |
| U. Meyer      | 15         | 3          | 1           | 0          | 2                 | 0                 | 1                 | 0                 | 17       | 3      | 2           | 0          |
| J. Müller     | 30         | 2          | 2           | 0          | 2                 | 0                 | 0                 | 0                 | 32       | 2      | 2           | 0          |
| V. Rudel      | 18         | 2          | 3           | 0          | 1                 | 0                 | 0                 | 0                 | 19       | 2      | 3           | 0          |
| B. Schindler  | 32         | 2          | 7           | 0          | 2                 | 0                 | 0                 | 0                 | 34       | 2      | 7           | 0          |
| L. Siebrecht  | 18         | 0          | 1           | 0          | 2                 | 0                 | 0                 | 0                 | 20       | 0      | 1           | 0          |
| C. Tobollik   | 0          | 0          | 0           | 0          | 0                 | 0                 | 0                 | 0                 | 0        | 0      | 0           | 0          |
| M. Trieb      | 1          | 0          | 0           | 0          | 0                 | 0                 | 0                 | 0                 | 1        | 0      | 0           | 0          |
| D. Tsionanīs  | 28         | 0          | 7           | 0          | 1                 | 0                 | 0                 | 0                 | 29       | 0      | 7           | 0          |
| M. Wörner     | 2          | 0          | 0           | 0          | 0                 | 0                 | 0                 | 0                 | 2        | 0      | 0           | 0          |
| C. Wörns      | 18         | 0          | 2           | 0          | 2                 | 0                 | 0                 | 0                 | 20       | 0      | 2           | 0          |
| T. Zechel     | 7          | 0          | 2           | 0          | 0                 | 0                 | 0                 | 0                 | 7        | 0      | 2           | 0          |
| U. Zimmermann | 27         | 0          | 0           | 0          | 2                 | 0                 | 0                 | 0                 | 29       | 0      | 0           | 0          |